# 고병훈
고병훈(1945년 1월 2일 ~ )은 대한민국의 핸드볼 선수, 감독이다. 1988년 서울올림픽에서 여자 핸드볼 대표팀 감독을 맡아 금메달을 획득했다.

## 생애
서울에서 태어났다.(호적에는 전북 김제 출생으로 되어있지만, 실제로는 부친의 직장이 있던 서울에서 태어났다.) 1950년 한국전쟁 발발 후 부친의 고향인 김제로 이주해서 성장했다.)  중학교 시절 핸드볼을 처음 접했고, 김제고등학교, 경희대학교의 핸드볼팀에서 선수로 생활했다.)  대학 졸업 후 체육 교사로 재직하면서 지도 학교 핸드볼팀을 구성하고 그 후 계속하여 우수한 성적을 거두었고, 초당약품 감독으로 취임하여 역시 많은 우승을 했다.)  제24회 서울올림픽 대한민국 여자 핸드볼팀의 감독을 맡아 올림픽 금메달을 획득했다. 그 이후 실업팀 감독 및 국가대표 감독을 역임했다. 대한핸드볼협회의 전무이사 및 경기력향상위원장으로서, 어린 선수들을 발굴하는 시스템을 도입하고, 대한민국 핸드볼의 지속적인 성장을 위해 스포츠 행정가로서 역시 많은 노력을 했다.